# Jean Gobron
Jean Gobron (✰ Paris, 30 de maio de 1885;  ✝ Paris, 1945) foi um engenheiro, projetista de motores e piloto de automóveis e aviões francês, um dos pioneiros da aviação.

## Histórico
Essas são algumas das realizações de Gobron na aviação em 1909:
- Em 20 de maio, ele foi passageiro de um voo de 800 m realizado por Hubert Latham.
- Em 27 de junho, ele fez seu primeiro voo num Voisin equipado com um motor Gobron-Brillié de 60 hp. Ele efetuou com sucesso três voos seguidos num circuito de 15 km, demonstrando também sua capacidade como engenheiro.
- Em 28 de junho, ele fez um voo de 10 km a velocidade de 70 km/h.
- Em 3 de julho, depois de um primeiro voo solo, ele efetuou um voo levando dois passageiros: Madame Colliex, esposa de um outro piloto e Almeida. Esse voo durou cinco minutos a 5 m de altura.
- Em 5 de julho, ele não pode receber o prêmio relativo ao voo de mais de 500 m oferecido pelo Aéro-Club de France, apesar de ultrapassar muito essa marca, por não ter sido capaz de garantir a presença de um comissário de controle.
- Em 7 de julho, ele ganhou o prêmio para voo de mais de 500 m oferecido pelo Aéro-Club de France, apesar de um forte vento de 20 km/h, ele executou um voo de 7 minutos a 12 metros do solo. Mais tarde naquele dia, ele efetuou dois voos de 5 minutos a 20 metros de altitude, pilotando um biplano Voisin com motor Gobron-Brillié.
- Em 11 de julho, ele executou vários voos de 10 minutos a 20 metros de altura.

Todos esses feitos foram realizados em Châlons-en-Champagne, e devido a eles, Gobron recebeu o brevê Nº 7 com data retroativa de 7 de outubro de 1909 do Aéro-Club de France.